# Баћушка
Баћушка или стилизовано Batushka (рус. Батюшка, срп. Отац/Свештеник) пољски је блек метал бенд основан 2015. године. Група је пројекат мултиинструменталисте Кристофа Драбиковског. Свађа у 2018. години између Драбиковског и вокалисте Бартоломеја Крисјука је довела до тога да Крисјук покрене сопствену верзију Батушке, издавајући албуме под истим именом и наступајући одвојено од оригиналног бенда, што је довело до оштрих критика од стране фанова. 

## Историја
Бенд је основао у Бјалистоку у пролеће 2015. године мултиинструменталиста Драбиковски у свом матичном студију. Дошао је на идеју да комбинује блек метал и традиционалне молитве православне цркве.
Године 2015. бенд је издао свој дебитантски дугометражни албум Litourgiya. Албум је спој мелодичног блек метала, црквене музике и православне иконографије. Пре него што је додао завршне детаље, Драбиковски је ангажовао вокалисту Бартоломеја Крисјука да сними вокале за албум. Пројекат, према Драбиковском је имао за циљ да се слушаоци фокусирају на сам музички доживљај, те је убедио своје колаборите, међу којима је био Крисјук, да бенд буде анонимни пројекат, користећи псеудониме Христофор и Варфоломей.
У 2018. Драбиковски најављује преко Инстаграм профила бенда да више неће сарађивати са Крисјуком због неадекватног понашања и покушаја да се идеја бенда одузме од њега. Пољски суд је у периоду трајања тужбе дозволио Крисјуку да користи име Батюшка за свој бенд.
У мају 2019. године, Драбиковски издаје други студијски албум, Панихида, који су фанови и критичари добро прихватили, док у јулу исте године Крисјук издаје the албум Хосподи, који је добио мешане рецензије од стране критичара. Иако су неки фанови били незадовољни квалитетом албума, највећа критика је била усмерена према "нелегитимности" бенда, односно његовом либералном коришћењу имена Батюшка. Чак и услед бројних критика, Крисјукова варијација бенда је наставила са турнејама.

### Отказивање концерата у Русији, Белорусији и Србији
За април 2016. године планирани су концерти групе Баћушка у Москви и Санкт Петербургу. Оба концерта су отказана. Неколико дана касније, концерт у Минску је такође отказан под притиском хришћанских организација.
Крисјукова Батюшка је наступила у Србији у октобру 2023. године без икаквих инцидената, док им је предгрупа била руски бенд Аркона. Такође, Драбиковсковијева Батюшка је имала заказан концерт у Србији крајем новембра 2023. године. Међутим, након што су јеромонах Арсеније Јовановић и свештеник Предраг Поповић помоћу друштвених мрежа позивали на отказивање концерта и мирне протесте, концерт је био отказан пар дана након ових изајава. Један од организатора концерта је издао саопштење за јавност поводом октазивања концерта, тврдећи да је против локалног промотера покренута кривична пријава због повређивања "верских и националних осећања, изазивање националне и верске мржње и нетрпељивости према свим грађанима Републике Србије који су православни Срби". У даљем тексту, организатор тврди да је један од главних разлога отказивања концерта могући ризик да се појаве "верски фанатици" који би могли да повреде фанове и зазову материјалну штету на месту одржавања концерта. Такође, организатор тврди да су претходно напоменутог локалног промотера већ напали неки од "верских фанатика".

## Дискографија

### Албуми

#### Драбиковскијева Батюшка
- Litourgiya (2015)
- Panihida (2019)

#### Крисјукова Батюшка
- Hospodi (2019)
- Raskol (2020)
- Czernaya liturgiya / Black Liturgy ( 2020)
- Carju Niebiesnyj (2021)
- МАРИЯ / MARIA (2022)